# جاك جيبسون
جاك جيبسون هو لاعب هوكي الجليد كندي، ولد في 10 سبتمبر 1880 في كيتشنر في كندا، وتوفي في 7 أكتوبر 1955.